# Shine a Light
Shine a Light je film Martina Scorseseho z roku 2008 dokumentující dva koncerty rockové kapely The Rolling Stones, které se odehrály v roce 2006 v rámci A Bigger Bang tour. Ve filmu jsou obsaženy také archivní záběry dokumentující historii kapely. Film byl pojmenován po písni z alba Exile on Main St. z roku 1972. Soundtrack k filmu byl vydán v dubnu 2008 u labelu Universal.
Dva nafilmované koncerty se uskutečnily v newyorském Bacon Theater 29. října a 1. listopadu 2006. Před koncertní záznam je zařazena polofikitivní reportáž o přípravě koncertů a do samotného záznamu jsou vkládány historické materiály a rozhovory s členy kapely. Koncerty se uskutečnily výhradně za účelem natáčení tohoto filmu a The Rolling Stones při nich hráli odlišné písně než při standardním koncertu v rámci turné. Mezi diváky bylo mnoho mediálně známých osobností včetně bývalého prezidenta Billa Clintona. Spolu s kapelou vystoupili Jack White, Buddy Guy a Christina Aguilera.
Film měl být původně uveden do kin 21. září 2007, ale Paramount posunul premiéru až na duben 2008. Světová premiéra se uskutečnila na 58. Berlínském mezinárodním filmovém festivalu. Film bude promítán také v některých kinech IMAX.

## Písně
Většina záznamu byla pořízena během druhého koncertu. Autory písní jsou Mick Jagger a Keith Richards, pokud není uvedeno jinak.
1. Jumpin' Jack Flash
2. Shattered
3. She Was Hot
4. All Down the Line
5. Loving Cup - s Jackem Whitem
6. As Tears Go By (Jagger/Richards/Oldham)
7. Some Girls
8. Just My Imagination (Norman Whitfield/Barrett Strong)
9. Far Away Eyes
10. Champagne & Reefer (Muddy Waters) - s Buddy Guyem
11. Tumbling Dice
  - Představení kapely
12. You Got the Silver - zpívá Keith Richards
13. Connection (nekopletní, protože je několikrát přerušena archivními záběry) - zpívá Keith Richards
14. Sympathy for the Devil
15. Live with Me - s Christnou Aguilerou
16. Start Me Up
17. Brown Sugar
18. (I Can't Get No) Satisfaction
19. Shine a Light (nekopletní; pouze zvuk)

Další písně jsou obsaženy v závěrečných titulcích:
- Wild Horses
- Only Found Out Yesterday (Richards)